# Luci Anni Vinicià
Luci Anni Vinicià (en llatí Lucius Annius Vinicianus) va ser un senador romà del segle i.
Era un dels comandants a la zona de l'Eufrates a les ordes del seu sogre Corbuló. Vers el 66 va conspirar per enderrocar a Neró i fou acusat de majestas amb el seu pare Gai Anni Pol·lió, però no va ser jutjat, ja que es va suïcidar abans, l'any 67.